# 燈台笹站
燈台笹站（日语：／ Todashino eki */?）是位於石川縣能美郡辰口町灯台笹（現時：能美市燈台笹町），北陸鐵道能美線的鐵路車站（廢站）。

## 歷史
- 1925年（大正14年）
  - 6月5日：能美電氣鐵道啟用[1]。
  - 10月：設置側線（而側線在較早時期已經撤去）[2]。
- 1938年（昭和13年）10月27日（通知）：月台牆身由木製變為混凝土。月台長度由9m144cm延長至15m[2]。
- 1939年（昭和14年）8月1日：金澤電氣軌道收購合併能美電氣鐵道[3]。
- 1941年（昭和16年）8月1日：北陸合同電氣（現時：北陸電力）合併金澤電氣軌道。
- 1943年（昭和18年）10月13日：在轉讓業務下，成為北陸鐵道能美線車站。
- 1980年（昭和55年）9月14日：能美線全線廢除，此站也被廢除[1]。

## 車站構造
此站是地面車站，設有1面1線的單式月台。月台上設有候車室。從車站啟用至廢除之止都是無人車站。
車站後方的山設有凝灰岩的採石場。當站內還有側線的時候，曾經此站設有運送凝灰岩的貨運列車停靠裝載貨物。

## 現狀
在廢線後，車站遺址建設了單車徑休憩處，並且再次設置站名牌。在宮竹一方已經看不見路軌痕跡，這是由於經歷稻田土地整理。

## 相鄰車站
北陸鐵道
能美線
岩本－燈台笹－宮竹

## 注腳
1. 1 2  今尾惠介《日本鐵道旅行地圖帳》6號 北信越（新潮社、2008年）p.28
2. 1 2  RM LIBRARY 230 北陸鉄道能美線（寺田裕一著　Neko出版　2018年10月1日初版）p.42
3. ↑  7月27日 得到許可「鉄道譲渡」《官報》1939年7月31日（國立國會圖書館數碼化收藏）
4. 1 2 3  能美市『能美電ものがたり 運行時の各駅と現在』 （页面存档备份，存于）（日語）（PDF）

## 相關項目
- 日本鐵路車站列表 To